# Uçan Daireler İstanbul’da
Uçan Daireler İstanbul’da (sinngemäß übersetzt: „Fliegende Untertassen über Istanbul“) ist eine türkische Science-Fiction-Filmkomödie von 1955. Marsianische Amazonen entführen mit Hilfe ihres Roboters zwei Istanbuler Journalisten auf den Mars. Die Produktion gilt als erster türkischer Science-Fiction-Film.

## Handlung
Die beiden Reporter Kaşar und Şapşal besuchen in Istanbul aus beruflichem Interesse einen Klub, in dem wohlhabende ältere, aber wenig attraktive Frauen Ehemänner suchen. Um Männer anzulocken, treten junge, attraktive Frauen als Sängerinnen und Bauchtänzerinnen auf. Die Geschäftsführerin erzählt beiden, dass zur Hebung der Anziehungskraft demnächst auch Marilyn Monroe auftreten soll.
Wieder auf der Straße, beobachten beide in einer Kinderschar einen Händler, der UFO-Spielzeug in Form eines Flugkreisels verkauft und dadurch offenbar eine Attraktion ist. Aus der Konkurrenz-Presse erfahren sie von Fliegenden Untertassen. Ihr Chef beauftragt sie, ebenfalls nach den Flugobjekten zu suchen.
Zur Recherche schleichen sie sich in ein Observatorium ein. Als die dortigen Wissenschaftler den Raum verlassen, bemerken sie, dass das Observatorium per Funk angerufen wird. Es ist eine weibliche Stimme, die ankündigt, dass ihr Raumschiff neben dem Observatorium landen wird. Tatsächlich setzt direkt darauf eine Fliegende Untertasse vor dem Gebäude auf. Kaşar und Şapşal werden von jungen, äußerst attraktiven Marsianerinnen und ihrem Roboter empfangen, die sie in das Raumschiff einladen. Die Marsianerinnen wollen irdische Männer auf ihren Planeten transportieren. Im Raumschiff werden Kasar und Sapsal mit einem Männerdetektor untersucht, wobei sich herausstellt, dass Şapşal ein Mann ist, Kaşar jedoch nicht. Erst nach einer Nachjustierung wird Kaşar auch als Mann identifiziert.
Die Marsianerinnen verfügen über ein Verjüngungselixier. So sind die Königin und die Kapitänin des Raumschiffs 500 bzw. 400 Jahre alt. Mit dem Elixier kann ein Alter von bis zu 1000 Lebensjahren erreicht werden. Şapşal und Kaşar dürfen eine Flasche davon mitnehmen, um weitere Männer in das Raumschiff zu locken. Tatsächlich wollen sie jedoch die Flasche nur an die älteren Klubbesucherinnen verkaufen. Doch sie verlieren die Flasche und kehren wieder ins Schiff zurück, wobei es zu einer Konfrontation mit dem marsianischen Roboter kommt. Ihnen wird eine neue Flasche mitgegeben, die allerdings statt einer Verjüngung Tanzlust bewirkt.
Davon werden alle Klubbesucher angesteckt, auch die als Tänzerin engagierte Marilyn Monroe (Mirella Monro). Doch die Marsianerinnen haben per Bildschirm das Treiben beobachtet. Mit Strahlenpistolen machen sie die Klubbesucher bewegungsunfähig und bringen Kaşar und Şapşal zurück ins Raumschiff. Dabei werden sie von den Wissenschaftlern des Observatoriums mit einem Fernrohr beobachtet. Als das Raumschiff startet, schreiben die Entführten mit Farbe auf die Sichtluke des Raumschiffs den Namen des Ziels: Mars.

## Produktionsnotizen
Bislang ist über die Produktion wenig bekannt. Die Handlung ist ganz offensichtlich angelehnt an den Plot von Abbott and Costello Go to Mars (USA 1953) und Devil Girl from Mars (GB 1954).